# Janusz Adam Dziewiątkowski
Janusz Adam Dziewiątkowski (ur. 6 września 1975) – dziennikarz, archiwista, polonista, dramaturg, współautor powieści radiowej Matysiakowie. Od 2010 r. doktorant w Instytucie Sztuki Polskiej Akademii Nauk, wcześniej studia doktoranckie na Wydziale Polonistyki na Uniwersytecie Warszawskim; absolwent filologii polskiej Akademii Bydgoskiej im. Kazimierza Wielkiego (2000) oraz absolwent bibliotekoznawstwa Uniwersytetu Mikołaja Kopernika w Toruniu (2000). W roku akademickim 2001/2002 prowadził zajęcia z gramatyki historycznej języka polskiego i gramatyki staro-cerkiewno-słowiańskiego na Wydziale Polonistyki UW. Zainteresowania badawczo-naukowe autora koncentrują się głównie wokół onomastyki słowiańskiej oraz języka polskiego poza granicami kraju – język polonijny w Belgii; zajmuje się ponadto zagadnieniami wydawniczo-księgarskimi oraz dramaturgią radiową; od 2007 współautor (razem z Dżennet Połtorzycką-Stampf’l) powieści radiowej Matysiakowie; obecnie student Wydziału Wiedzy o Teatrze w Akademii Teatralnej w Warszawie.
Redaktor dokumentalista w Dziale Dokumentacji i Produkcji Teatru Polskiego Radia, współpracownik Archiwum polskiego Radia i Teatru PR. Dotąd publikował w: Poradniku Językowym, Przeglądzie Polonijnym, Studiach Medioznawczych, Bibliotece Analiz, Biuletynie Bibliotek Kościelnych FIDES, Życiu Warszawy oraz na stronach internetowych Polskiego Radia.
18 grudnia 2011 zespół autorów i realizatorów słuchowiska Matysiakowie, w tym m.in. Janusz Adam Dziewiątkowski, został nagrodzony Honorowym Złotym Mikrofonem za „wybitne osiągnięcia artystyczne, wieloletni żywy kontakt ze słuchaczami, za inicjatywy uruchamiające ogromną aktywność społeczną”.